# A-League Men
De A-League Men (of Isuzu UTE A-League, naar de hoofdsponsor Isuzu) is de hoogste nationale professionele voetbalcompetitie van Australië. Het is de opvolger van de min of meer mislukte National Soccer League, een competitie die van 1977 tot en met 2004 werd gehouden. De A-League startte in het seizoen 2005/06.

## Opzet
De A-League, een gesloten competitie, bestaat uit een competitie met thuis- en uitwedstrijden waarbij de clubs elkaar minstens twee, maar sommige ook drie keer treffen, waardoor elke club 29 wedstrijden in deze fase speelt. De zes hoogst geklasseerde clubs plaatsen zich aan het eind van de competitie voor de play-offfase waar via een knock-outsysteem naar de Grand Final wordt toegewerkt.
Aangezien de Australische voetbalbond (FFA) sinds 1 januari 2007 lid is van de Aziatische voetbalbond (AFC), neemt anno 2025 de winnaar van de reguliere competitie deel aan de AFC Champions League. En de winnaar van de 'Grand Final' (of plaatsvervanger indien dezelfde club ook de reguliere competitie heeft gewonnen) mag het volgende seizoen in de groepsfase van de AFC Cup spelen.

## Deelnemende clubs
De A-League startte in 2005 met acht clubs in een gesloten competitie om zo stabiliteit te verzekeren. Zeven clubs waren afkomstig uit Australië en één club kwam uit Nieuw-Zeeland. Adelaide United FC, New Zealand Knights, Newcastle United Jets en Perth Glory namen het seizoen ervoor nog deel aan de National Soccer League. Queensland Roar speelde in de jaren tachtig in de National Soccer League, waarna de club in de Queensland State League speelde. In 2004 werden Central Coast Mariners, Melbourne Victory en Sydney FC speciaal opgericht om deel te nemen aan de A-League. In 2007 werd New Zealand Knights vanwege financiële problemen opgeheven en in de A-League vervangen door Wellington Phoenix FC, eveneens uit Nieuw-Zeeland. Voor het seizoen 2009/10 werd de A-League uitgebreid naar tien clubs, Gold Coast United FC en North Queensland Fury waren de completerende clubs. Voor het seizoen 2010/11 werd Melbourne Heart als elfde club toegevoegd.
North Queensland Fury was de tweede club die afhaakte: op 1 maart 2011, na twee seizoenen in de A-League gespeeld te hebben, werd de club vanwege financiële problemen ontbonden. Ook de beoogde deelname van Sydney Rovers voor het seizoen 2011/12 ging niet door, zodat dit seizoen in oktober met tien clubs van start ging. In het seizoen 2012/13 werd Gold Coast United vervangen door Western Sydney Wanderers. In het seizoen 2019/20 sloot Western United FC (opgericht in 2017) zich aan bij de A-League als nieuwe club en een jaar later kwam Macarthur FC erbij, waarmee het aantal clubs op twaalf kwam.
Gedurende het einde van 2023 tot en met maart 2024 werd er een club in Auckland opgericht, die in de A-League moest gaan spelen. Daardoor bestaat de competitie vanaf het seizoen 2024/25 uit dertien clubs, waarvan twee uit Nieuw-Zeeland.
| Club                     | Stad       | Staat            | Thuisstadion                          | Capaciteit |
| ------------------------ | ---------- | ---------------- | ------------------------------------- | ---------- |
| Adelaide United          | Adelaide   | Zuid-Australië   | Hindmarshstadion                      | 16.500     |
| Auckland FC              | Auckland   | Auckland (regio) | Mount Smart Stadium                   | 24.500     |
| Brisbane Roar FC         | Brisbane   | Queensland       | Suncorpstadion                        | 52.500     |
| Central Coast Mariners   | Gosford    | New South Wales  | Campbelltown Stadium                  | 17.500     |
| Macarthur FC             | Sydney     | New South Wales  | Industree Group Stadium               | 20.059     |
| Melbourne City           | Melbourne  | Victoria         | AAMI Park                             | 30.050     |
| Melbourne Victory        | Melbourne  | Victoria         | AAMI Park                             | 30.050     |
| Newcastle United Jets    | Newcastle  | New South Wales  | Newcastle International Sports Centre | 30.000     |
| Perth Glory              | Perth      | West-Australië   | HBF Park                              | 20.500     |
| Sydney FC                | Sydney     | New South Wales  | Sydney Football Stadium               | 42.500     |
| Wellington Phoenix FC    | Wellington | Nieuw-Zeeland    | Wellington Regional Stadium           | 34.500     |
| Western Sydney Wanderers | Sydney     | New South Wales  | Western Sydney Stadium                | 30.000     |
| Western United FC        | Geelong    | Victoria         | Ironbank Fields                       | 5.000      |

## Winnaars

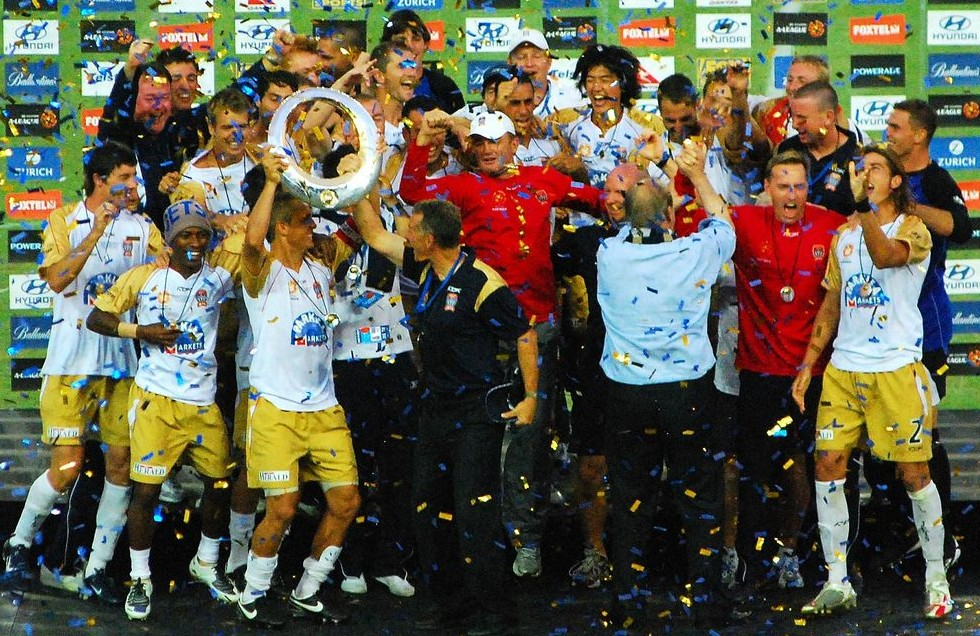
Newcastle United Jets, de winnende club in 2008

| Seizoen | #1 competitie            | Winnaar finale         | uitslag      | finalist                  | Topscorer                                                                 |
| ------- | ------------------------ | ---------------------- | ------------ | ------------------------- | ------------------------------------------------------------------------- |
| 2005/06 | Adelaide United          | Sydney FC              | 1-0          | Central Coast Mariners    | Sasho Petrovski (Sydney FC) (9)                                           |
| 2006/07 | Melbourne Victory        | Melbourne Victory      | 6-0          | Adelaide United           | Daniel Allsopp (Melbourne Victory) (11)                                   |
| 2007/08 | Central Coast Mariners   | Newcastle United Jets  | 1-0          | Central Coast Mariners    | Joel Griffiths (Newcastle United Jets) (12)                               |
| 2008/09 | Melbourne Victory        | Melbourne Victory      | 1-0          | Adelaide United           | Shane Smeltz (Wellington Phoenix) (12)                                    |
| 2009/10 | Sydney FC                | Sydney FC              | 1-1 ns (4-2) | Melbourne Victory         | Shane Smeltz (Gold Coast United) (19)                                     |
| 2010/11 | Brisbane Roar FC         | Brisbane Roar FC       | 2-2 ns (4-2) | Central Coast Mariners    | Thomas Broich (Brisbane Roar) (12)                                        |
| 2011/12 | Central Coast Mariners   | Brisbane Roar FC       | 2-1          | Perth Glory               | Besart Berisha (Brisbane Roar) (19)                                       |
| 2012/13 | Western Sydney Wanderers | Central Coast Mariners | 2-0          | Western Sydney Wanderers  | Daniel McBreen (Central Coast Mariners) (17)                              |
| 2013/14 | Brisbane Roar FC         | Brisbane Roar FC       | 2-1 (nv)     | Western Sydney Wanderers. | Adam Taggart (Newcastle United Jets) (16)                                 |
| 2014/15 | Melbourne Victory        | Melbourne Victory      | 3-0          | Sydney FC                 | Marc Janko (Sydney FC) (16)                                               |
| 2015/16 | Adelaide United          | Adelaide United        | 3-1          | Western Sydney Wanderers  | Bruno Fornaroli (Melbourne City) (23)                                     |
| 2016/17 | Sydney FC                | Sydney FC              | 1-1 ns (4-2) | Melbourne Victory         | Besart Berisha (Melbourne Victory) Jamie Maclaren (Brisbane Roar FC) (19) |
| 2017/18 | Sydney FC                | Melbourne Victory      | 1-0          | Newcastle Jets            | Bobô (Sydney FC) (27)                                                     |
| 2018/19 | Perth Glory FC           | Sydney FC              | 0-0 ns (4-1) | Perth Glory               | Roy Krishna (Wellington Phoenix) (18)                                     |
| 2019/20 | Sydney FC                | Sydney FC              | 1-0 (nv)     | Melbourne City FC         | Jamie Maclaren (Melbourne City FC) (22)                                   |
| 2020/21 | Melbourne City           | Melbourne City         | 3-1          | Sydney FC                 | Jamie Maclaren (Melbourne City FC) (25)                                   |
| 2021/22 | Melbourne City           | Western United FC      | 2-0          | Melbourne City FC         | Aleksandar Prijović (Western United FC) (13)                              |
| 2022/23 | Melbourne City           | Central Coast Mariners | 6-1          | Melbourne City FC         | Jason Cummings (Central Coast Mariners) (20)                              |
| 2023/24 | Central Coast Mariners   | Central Coast Mariners | 3-1 (nv)     | Melbourne Victory         | Ángel Torres (Central Coast Mariners) (13)                                |

## Pre-Season Cup
De Pre-Season Cup werd van 2005 tot en met 2008 gehouden in juli en augustus voorafgaand aan de reguliere competitie. Voor dit toernooi werden de acht clubs verdeeld over twee groepen en in iedere groep speelde iedere club één keer tegen de andere drie clubs. Na de groepsfase volgden knock-out-rondes en werd afgesloten met een finale. Om de A-League in genoemde jaren ook in andere delen van Australië te promoten werden er ook wedstrijden in steden zonder club in de A-League gespeeld
Finales
| Seizoen | Winnaar                | uitslag      | finalist               |
| ------- | ---------------------- | ------------ | ---------------------- |
| 2005    | Central Coast Mariners | 1-0          | Perth Glory            |
| 2006    | Adelaide United        | 1-1 ns (5-4) | Central Coast Mariners |
| 2007    | Adelaide United        | 2-1          | Perth Glory            |
| 2008    | Melbourne Victory      | 0-0 ns (8-7) | Wellington Phoenix     |